# Phoebastria
Genre
Le genre Phoebastria comprend quatre espèces d'albatros de la famille des Diomedeidae.

## Liste d'espèces
D'après la classification de référence (version 14.1, 2024) de l'Union internationale des ornithologues, il y a 4 espèces du genre Phoebastria (ordre phylogénique) :
- Phoebastria irrorata (Salvin, 1833) – Albatros des Galapagos ;
- Phoebastria immutabilis (Rothschild, 1893) – Albatros de Laysan ;
- Phoebastria nigripes (Audubon, 1839) – Albatros à pieds noirs ;
- Phoebastria albatrus (Pallas, 1769) – Albatros à queue courte.